# Riposto
Riposto (Ripostu en siciliano) es una localidad siciliana de casi 14.000 habitantes de la Provincia de Catania, región de Sicilia, Italia. Se encuentra a unos 170 km al este de Palermo y a unos 25 km al noreste de Catania.

## Geografía
Riposto se encuentra a orillas del mar Jónico, sobre la costa que une Catania y Mesina, y es uno de los más características zonas marinas del área jónica-Etna. Se encuentra prácticamente adosada con la localidad de Giarre, con la cual comparte la estación ferroviaria. Posee un gran puerto turístico sumamente moderno denominado "Marina di Riposto" o "Porto dell’Etna" por su posición.

## Historia

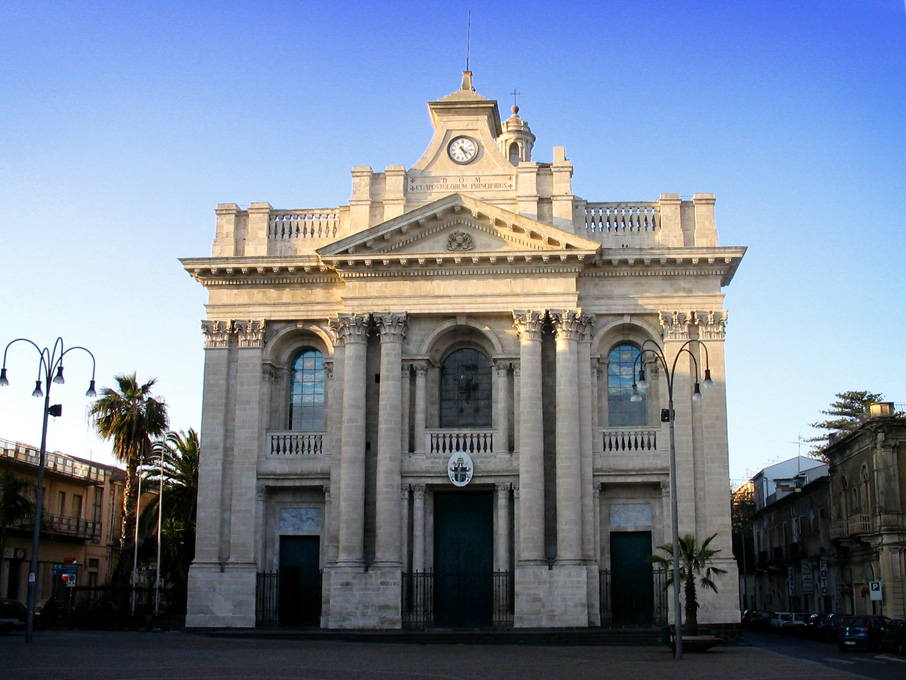
Basílica de San Pedro en Riposto.

Riposto nació como aldea costera del antiguo condado de Máscali y se desarrolló en los siglos XVIII y XIX gracias al comercio vitivinícola. 
El 24 de mayo de 1741, el rey Carlos III de Borbón nombrado el Príncipe Giovanni Natoli Alifia  Ruffo, el primer hijo del príncipe Francesco Natoli Alifia (O Galifi) y de Catalina Ruffo di Calabria, primera Duquesa d'Archirafi que reconstruyó la antigua Torre Archirafi en la playa de Mascali. Cuando en 1741, el príncipe Natoli Sperlinga fundó un pueblo, como Señor del territorio, se reunió con agricultores locales y crearon un importante centro de comercio, restaura la iglesia parroquial a la que dio el nombre de "Santa María de la Carta" e indulta al Arzobispo de Messina.
Palazzo de Torre fue construido en 1762 por el príncipe Giovanni Natoli Alifia Sperlinga.
En 1815 se separó de Máscali junto con Giarre y en 1841 obtuvo su propia autonomía. Durante el fascismo, Riposto y Giarre estuvieron unidas bajo el nombre de Jonia. Es la patria chica del compositor y cantante Franco Battiato.

## Evolución demográfica
| Gráfica de evolución demográfica de Riposto entre 1861 y 2001 |
|                                                               |
| Fuente ISTAT - elaboración gráfica de Wikipedia               |

## Monumentos históricos
- Palazzo dei Principi Natoli